# Acrulia
Acrulia är ett släkte av skalbaggar som beskrevs av Thomson 1858. Acrulia ingår i familjen kortvingar.
Släktet innehåller bara arten Acrulia inflata.